# Dominik Steiger (Rechtswissenschaftler)
Dominik Steiger (* 13. Februar 1978 in Münster) ist ein deutscher Rechtswissenschaftler. Er ist Professor an der Technischen Universität Dresden.

## Leben
Nach seinem Abitur, welches Steiger 1997 an der Liebigschule Gießen ablegte, nahm er ein Studium der Rechtswissenschaften auf. Dieses absolviert er bis 2004 an der Universitäten Regensburg, Marseille/Aix-en-Provence und Universität Potsdam, er beendete das Studium mit dem erfolgreichen Ablagen der Ersten Juristischen Staatsprüfung. Von 2001 bis 2004 war Steiger studentische Hilfskraft am Lehrstuhl für Staatsrecht, Europarecht und Völkerrecht von Eckart Klein sowie am MenschenRechtsZentrum der Universität Potsdam. Am von Eckart Klein geleiteten Lehrstuhl war Steiger nach dem Abschluss seines Studiums von Oktober 2004 bis September 2008 auch wissenschaftlicher Mitarbeiter.
Im Wintersemester 2008/2009 übernahm er die funktionale Vertretung der Juniorprofessur für Öffentliches und Europäisches Wirtschaftsrecht und Wirtschaftsvölkerrecht von Markus Krajewski an der Universität Potsdam, ehe er im Mai 2009 sein Rechtsreferendariat am Kammergericht aufnahm und zugleich wissenschaftlicher Mitarbeiter am Lehrstuhl für Öffentliches Recht und Völkerrecht von Heike Krieger an der Freien Universität Berlin wurde. Im Rahmen seines Referendariats war Steiger auch beim Auswärtigen Amt, beim European Center for Constitutional and Human Rights in Berlin und am Internationalen Strafgerichtshof für Ruanda in Arusha eingesetzt. Im Juli 2010 promovierte er sich mit einer Dissertation zum Thema „Das völkerrechtliche Folterverbot und der ‚Krieg gegen den Terror’“. Die Arbeit wurde mit summa cum laude bewertet. Die Zweite Juristische Staatsprüfung bestand er im Mai 2011. Im Mai 2009 Von September bis Dezember 2012 absolvierte Steiger einen Forschungsaufenthalt an der Universität Stellenbosch. Zwischen September 2014 und Juni 2015 wirkte er als Emile-Noël-Fellow am Jean Monnet Center der NYU School of Law am Projekt „The Separation of Powers Doctrine and the Power of Participation: Citizen’s Influence in Delegated Rule-Making in the United States, the European Union and Germany.“ sowie von November 2014 bis September 2015 als DFG-Forschungsstipendiat am Jean Monnet Center for International and Regional Economic Law and Justice der New York University.
Von Mai bis September 2016 übernahm Steiger die Vertretung des Lehrstuhls für Europarecht, Völkerrecht und Öffentliches Recht von Stephanie Schiedermair an der Universität Leipzig. Hierfür wurde er von der Freien Universität Berlin, an der er weiterhin als wissenschaftlicher Mitarbeiter am Lehrstuhl für Öffentliches Recht und Völkerrecht arbeitete, beurlaubt. Im Juli 2016 habilitierte er an der FU Berlin mit einer Arbeit zum Thema „Der partizipative Staat. Beteiligung natürlicher Personen an der Ausübung von Staatsgewalt im Verfassungs-, Verwaltungs- und Prozessrecht“. Er erhielt die venia legendi für die Fächer Öffentliches Recht, Völkerrecht, Europarecht und ausländisches öffentliches Recht. Im Oktober 2016 wurde er Senior Member am Leuven Centre for Global Governance Studies und Professor für Völkerrecht an der Katholieke Universiteit Leuven sowie der Open Universiteit der Niederlande. Als Visiting Professor war er im März 2017 an der China-EU School of Law.
Im Oktober 2017 übernahm Dominik Steiger die Vertretung der Professur für Völkerrecht, Europarecht und Öffentliches Recht an der Technischen Universität Dresden, deren Inhaber Thilo Rensmann zum Wintersemester 2016/2017 an die Universität Augsburg gewechselt war. Ebenfalls im Oktober 2017 folgte der Ruf auf diese Professur, deren Inhaber er zum 1. Januar 2018 wurde. Im Februar und März 2018 war er als Gastprofessor an der Monash University tätig. Einen Ruf auf den Lehrstuhl für Öffentliches Recht an der Johannes Gutenberg-Universität Mainz lehnte er im März 2018 ab. Von Oktober 2018 bis September 2019 war er stellvertretender wissenschaftlicher Direktor des Zentrums für Internationale Studien und Studiendekan der Juristischen Fakultät in Dresden. Im Januar 2019 wurde er Mitglied im Beirat der Stiftung Entwicklung und Frieden, übernahm im Februar und März 2019 eine Gastprofessur an der Auckland University of Technology, wurde im Mai 2019 Mitglied des Präsidiums des Landesverbands Sachsen, Sachsen-Anhalt, Thüringen der Deutschen Gesellschaft für die Vereinten Nationen und im Oktober 2019 Vertrauensdozent der Konrad-Adenauer-Stiftung. Ebenso im Oktober 2019 wurde er Vorstand des Dresdner Zentrum für Integrationsstudien und wissenschaftlicher Direktor des Zentrums für Internationale Studien. An der University of the Western Cape übernahm er im Februar und März 2020 eine Gastprofessur.

## Schriften (Auswahl)
- zusammen mit Thomas Bruha: Das Folterverbot im Völkerrecht (= Beiträge zur Friedensethik Band 39), Kohlhammer Verlag, Stuttgart 2006, ISBN 978-3-17-019438-0.
- Die CIA, die Menschenrechte und der Fall Khaled el-Masri: zugleich ein Beitrag zur Frage der Anwendbarkeit des gemeinsamen Art. 3 der Genfer Konventionen auf den „Krieg gegen den Terror“ (= Studien zu Grund- und Menschenrechten Band 14), Universitätsverlag, Potsdam 2007, ISBN 978-3-939469-63-6.
- Das völkerrechtliche Folterverbot und der „Krieg gegen den Terror“ (Dissertation), Springer, Berlin/Heidelberg 2013, ISBN 978-3-642-37154-7.